# Harald Winkler
Harald Winkler (n. 17 decembrie 1962, Graz, Austria) este un bober ce a reprezentat Austria, medaliat olimpic. A participat la 3 ediții ale Jocurilor Olimpice (1988, 1992, 1994) în care a câștigat o medalie de aur.

## Participări
Lista de mai jos prezintă principalele competiții la care a participat Harald Winkler de-a lungul carierei.
- bobsleigh aux Jeux olympiques de 1992[*]